# Fabrizio Angileri
Fabrizio Germán Angileri (Junín, Mendoza, Argentina, 15 de marzo de 1994) es un futbolista argentino que juega de defensa en el Corinthians de la Serie A Brasileña.

## Trayectoria

### Inicios
Su inicio fue en las inferiores de Club Escuela Deportiva de Junín desde los 6 años, 2001, 2002, 2003, 2004 y 2005, pasó por las inferiores de Boca Juniors donde estuvo dos años y volvió a al Club natal en el 2009, 2010 y 2011 y a los 16 años, pasó al conjunto "tombino" por gestión de Daniel Oldrá y un convenio de transferencia beneficiando a la Escuela Deportiva de Junín.

### Godoy Cruz
Debutó el 9 de febrero de 2013 en el empate frente a All Boys por 1-1, ingresando por Gonzalo Castellani, bajo la dirección técnica de Martín Palermo. Sus comienzos fueron desempeñándose como mediocampista por la banda izquierda.

### River Plate
Fue jugador del Club Atlético River Plate entre 2019 y 2022, donde disputó 68 partidos oficiales y convirtió 4 goles. Los últimos 6 meses de su contrato los pasó apartado del plantel profesional junto a Benjamín Rollheiser, debido a que no llegó a un acuerdo con la comisión directiva para renovar su vínculo. A mediados de 2022 terminó saliendo como agente libre.

### Getafe C. F.
El 14 de julio de 2022 se hizo oficial su llegada al Getafe C. F. por cuatro temporadas.
Angileri tenía contrato hasta 2 años más, pero rescindió para fichar por el Corinthians.

### Corinthians
El 27 de febrero de 2025 fue anunciado como nuevo refuerzo del Sport Club Corinthians, con contrato hasta final de temporada y con una cláusula de recisión de 100 millones de euros.
Se coronó campeón con el club el 27 de marzo de 2025, tras empatar 0-0, pero ganar en el global 1-0 frente al Palmeiras en la final del Campeonato Paulista 2025.

## Selección nacional

#### Selección mayor
El 27 de abril de 2021 fue preseleccionado por el entrenador Lionel Scaloni para disputar la Copa América.

## Estadísticas

### Clubes
Actualizado al último partido disputado el 4 de febrero de 2024.
| Club                        | Div.          | Temporada     | Liga  | Liga  | Liga   | Copas nacionales | Copas nacionales | Copas nacionales | Copas internacionales | Copas internacionales | Copas internacionales | Total | Total | Total  |
| Club                        | Div.          | Temporada     | Part. | Goles | Asist. | Part.            | Goles            | Asist.           | Part.                 | Goles                 | Asist.                | Part. | Goles | Asist. |
| --------------------------- | ------------- | ------------- | ----- | ----- | ------ | ---------------- | ---------------- | ---------------- | --------------------- | --------------------- | --------------------- | ----- | ----- | ------ |
| C. A. Godoy Cruz Argentina  | 1.ª           | 2012-13       | 4     | 0     | 1      | 4                | 0                | 0                | —                     | —                     | —                     | 8     | 0     | 1      |
| C. A. Godoy Cruz Argentina  | 1.ª           | 2013-14       | 5     | 0     | 0      | 0                | 0                | 0                | —                     | —                     | —                     | 5     | 0     | 0      |
| C. A. Godoy Cruz Argentina  | 1.ª           | 2014          | 6     | 0     | 1      | 0                | 0                | 0                | —                     | —                     | —                     | 6     | 0     | 1      |
| C. A. Godoy Cruz Argentina  | 1.ª           | 2015          | 15    | 2     | 6      | 0                | 0                | 0                | —                     | —                     | —                     | 15    | 2     | 6      |
| C. A. Godoy Cruz Argentina  | 1.ª           | 2016          | 4     | 0     | 0      | 0                | 0                | 0                | —                     | —                     | —                     | 4     | 0     | 0      |
| C. A. Godoy Cruz Argentina  | 1.ª           | 2016-17       | 18    | 1     | 2      | 1                | 0                | 0                | 7                     | 0                     | 0                     | 26    | 1     | 2      |
| C. A. Godoy Cruz Argentina  | 1.ª           | 2017-18       | 23    | 0     | 6      | 3                | 1                | 0                | —                     | —                     | —                     | 26    | 1     | 6      |
| C. A. Godoy Cruz Argentina  | 1.ª           | 2018-19       | 19    | 0     | 3      | 1                | 0                | 0                | —                     | —                     | —                     | 20    | 0     | 3      |
| C. A. Godoy Cruz Argentina  | Total club    | Total club    | 94    | 3     | 19     | 9                | 1                | 0                | 7                     | 0                     | 0                     | 110   | 4     | 19     |
| C. A. River Plate Argentina | 1.ª           | 2018-19       | 0     | 0     | 0      | 4                | 0                | 1                | 8                     | 0                     | 0                     | 12    | 0     | 1      |
| C. A. River Plate Argentina | 1.ª           | 2019-20       | 4     | 0     | 0      | 1                | 0                | 0                | 4                     | 0                     | 0                     | 9     | 0     | 0      |
| C. A. River Plate Argentina | 1.ª           | 2020          | 0     | 0     | 0      | 9                | 0                | 1                | 3                     | 0                     | 0                     | 12    | 0     | 1      |
| C. A. River Plate Argentina | 1.ª           | 2021          | 12    | 0     | 3      | 15               | 3                | 5                | 8                     | 1                     | 2                     | 35    | 4     | 10     |
| C. A. River Plate Argentina | Total club    | Total club    | 16    | 0     | 3      | 29               | 3                | 7                | 23                    | 1                     | 2                     | 68    | 4     | 12     |
| Getafe C. F. · España       | 1.ª           | 2022-23       | 15    | 0     | 0      | 0                | 0                | 0                | ―                     | ―                     | ―                     | 15    | 0     | 0      |
| Getafe C. F. · España       | 1.ª           | 2023-24       | 11    | 0     | 0      | 1                | 0                | 0                | ―                     | ―                     | ―                     | 12    | 0     | 0      |
| Getafe C. F. · España       | 1.ª           | 2024-25       | 0     | 0     | 0      | 0                | 0                | 0                | ―                     | ―                     | ―                     | 0     | 0     | 0      |
| Getafe C. F. · España       | Total club    | Total club    | 26    | 0     | 0      | 1                | 0                | 0                | 0                     | 0                     | 0                     | 27    | 0     | 0      |
| Total carrera               | Total carrera | Total carrera | 136   | 3     | 22     | 39               | 4                | 7                | 30                    | 1                     | 2                     | 205   | 8     | 31     |

## Palmarés

### Campeonatos nacionales
| Título              | Club              | País      | Año  |
| ------------------- | ----------------- | --------- | ---- |
| Copa Argentina      | C. A. River Plate | Argentina | 2019 |
| Supercopa Argentina | C. A. River Plate | Argentina | 2019 |
| Primera División    | C. A. River Plate | Argentina | 2021 |
| Trofeo de Campeones | C. A. River Plate | Argentina | 2021 |
| Campeonato Paulista | Corinthians       | Brasil    | 2025 |

### Campeonatos internacionales
| Título              | Club              | Sede         | Año  |
| ------------------- | ----------------- | ------------ | ---- |
| Recopa Sudamericana | C. A. River Plate | Buenos Aires | 2019 |